# 2-idrossichinolina 8-monoossigenasi
La 2-idrossichinolina 8-monoossigenasi è un enzima appartenente alla classe delle ossidoreduttasi, che catalizza la seguente reazione:
chinolin-2-olo + NADH + H+ + O2 ⇄ chinolin-2,8-diolo + NAD+ + H2O
L'enzima richiede ferro. Il chinolin-2-olo esiste in gran quantità come il tautomero chinolin-2(1H)-one.